# Wenceslao de Luxemburgo
Wenceslao (en alemán: Wenzel, y en checo: Václav, apodado El Ocioso; 26 de febrero de 1361 – 16 de agosto de 1419) fue coronado rey de Bohemia en 1363, con solo dos años, como (Wenceslao IV) y en 1376 fue elegido Rey de Romanos (rey de Germania). También fue elector de Brandeburgo (1373-1378) y duque de Luxemburgo (1383-1388)como (Wenceslao II), pero no llegó a ser coronado emperador del Sacro Imperio Romano Germánico. Fue hijo y sucesor de Carlos IV de Luxemburgo y pertenecía a la Casa de Luxemburgo.

## Biografía
Fue hijo del emperador germánico Carlos IV de Luxemburgo y su tercera esposa Ana de Swidnica. Se casó en primeras nupcias con Juana de Baviera, el 29 de septiembre de 1370, y tras su muerte, en segundas nupcias con Sofía de Baviera el 2 de mayo de 1389. No obstante, no tuvo descendencia.
Hasta 1389 convocó frecuentes Dietas imperiales, pero a pesar de todo no pudo impedir las continuas guerras entre las ligas de ciudades y los príncipes, que condujeron al Imperio a la anarquía. El 2 de agosto de 1389, en la dieta en Eger (actual Cheb), se acordó una paz general.
A partir de 1389 abandonó el Imperio y se retiró a Praga, por lo que los príncipes del Imperio solicitaron el nombramiento de un Reichsverweser (vicario imperial), una petición que fue rechazada por Wenceslao. Esto propició que empezara a fraguarse la idea en los príncipes alemanes de deponer al rey. En 1395, el ascenso de Gian Galeazzo Visconti, vicario imperial en Milán, al estatus de duque fue considerado como un desmembramiento del Imperio e hizo posible que los electores actuaran como los defensores de la integridad del Reich  contra el rey derrochador.
En 1396 regresó al Imperio para atender las quejas de los príncipes, y pronto nombró regente a su hermano Segismundo de Hungría antes de partir al reino de Francia para intentar resolver el cisma papal. Sin embargo, esto no impidió que los electores proclamaran en septiembre de 1399 su intención de deponerle. Ahora el problema radicaba en encontrar un sucesor.

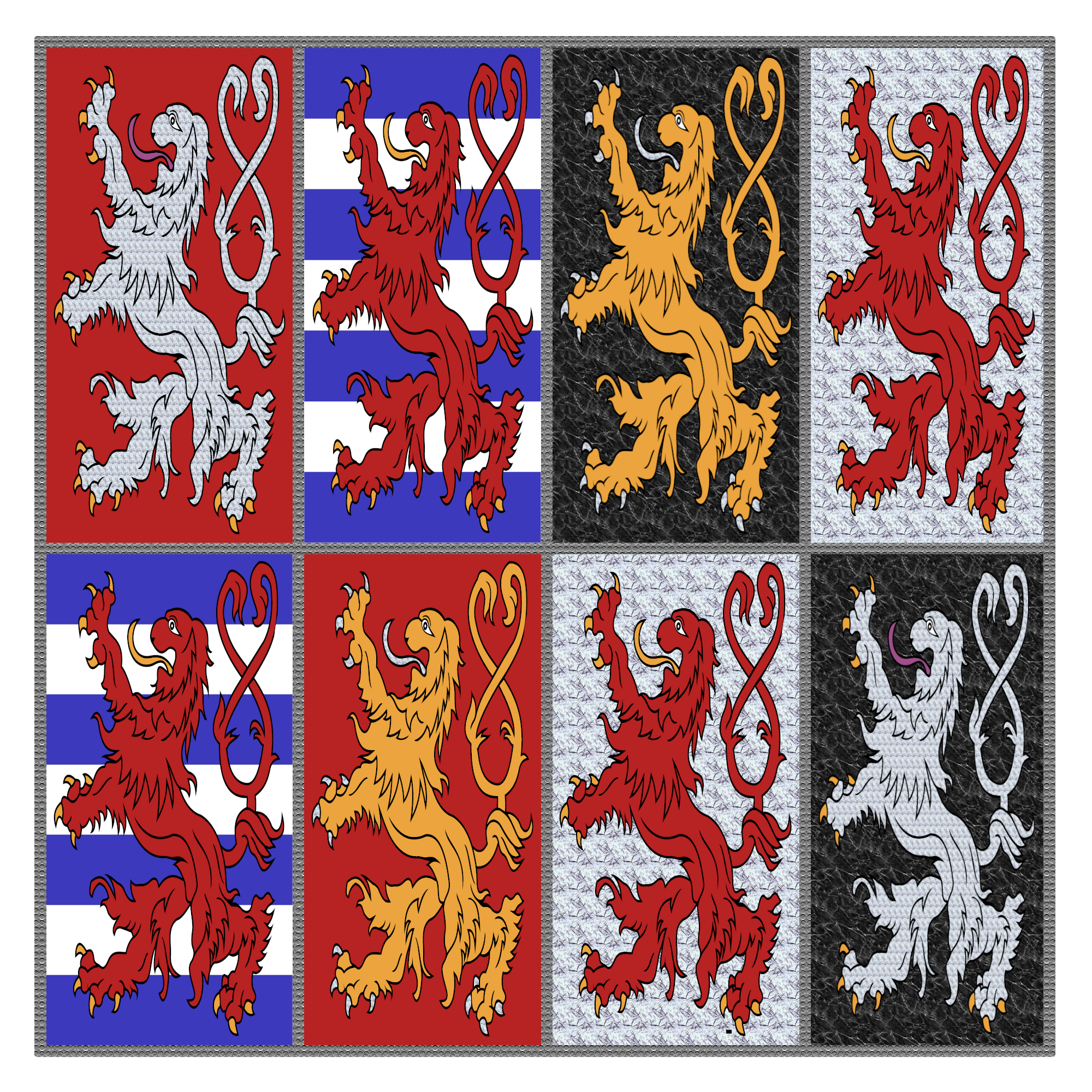
Escudo de armas de Wenceslao.

El 4 de junio de 1400, los cuatro electores renanos invitaron a Wenceslao a Oberlahnstein para considerar medidas para la reforma del Imperio y amenazarle con liberarse de su juramento de lealtad si él no aparecía. Como los esfuerzos del Rey para reunir apoyo a su causa eran infructuosos, decidió permanecer en el reino de Bohemia. Por tanto, el Arzobispo de Maguncia hizo público, el 20 de agosto, en nombre de los cuatro electores, la deposición de Wenceslao por ser un rey incompetente e inútil, y liberó a los súbditos de su lealtad hacia él. Al día siguiente los arzobispos eligieron a Roberto del Palatinado como Rey de Romanos. Aunque Wenceslao no reconoció el reinado de su sucesor, no hizo ningún movimiento contra Ruperto.
Su reinado en Bohemia se caracterizó por conflictos reiterados con la nobleza bohemia dirigida por su primo Jobst, el margrave de Moravia. Esto le condujo a estar varias veces preso (en 1394 y en 1402) y a entregar el gobierno a un Consejo Real compuesto por nobles, lo que le indujo a permanecer inactivo y a buscar consuelo en la bebida. Aunque inicialmente apoyó a Jan Hus y a sus seguidores, tras la condena de la Iglesia de sus doctrinas, el rey no hizo nada para impedir su ejecución en la hoguera por hereje el 6 de julio de 1415.
Murió de un ataque del corazón durante una cacería en los bosques próximos a su castillo Nový Hrádek cerca de Kunratice (actualmente un distrito de Praga), dejando el país sumido en una profunda crisis política.

## Ascendencia
| Wenceslao de Luxemburgo | Padre: Carlos IV de Luxemburgo | Abuelo paterno: Juan I de Bohemia             | Bisabuelo paterno: Enrique VII             |
| Wenceslao de Luxemburgo | Padre: Carlos IV de Luxemburgo | Abuelo paterno: Juan I de Bohemia             | Bisabuela paterna: Margarita de Brabante   |
| Wenceslao de Luxemburgo | Padre: Carlos IV de Luxemburgo | Abuela paterna: Isabel I de Bohemia           | Bisabuelo paterno: Wenceslao II de Bohemia |
| Wenceslao de Luxemburgo | Padre: Carlos IV de Luxemburgo | Abuela paterna: Isabel I de Bohemia           | Bisabuela paterna: Judith de Habsburgo     |
| Wenceslao de Luxemburgo | Madre: Ana Swidnica            | Abuelo materno: Enrique II, Duque de Swidnica | Bisabuelo materno: Bernardo de Swidnica    |
| Wenceslao de Luxemburgo | Madre: Ana Swidnica            | Abuelo materno: Enrique II, Duque de Swidnica | Bisabuela materna: Kunigunda de Polonia    |
| Wenceslao de Luxemburgo | Madre: Ana Swidnica            | Abuela materna: Catalina de Anjou de Hungría  | Bisabuelo materno: Carlos I de Hungría     |
| Wenceslao de Luxemburgo | Madre: Ana Swidnica            | Abuela materna: Catalina de Anjou de Hungría  | Bisabuela materna: María de Bytom          |

## Sucesión
| Predecesor: Carlos I    | Rey de Bohemia 1363-1419         | Sucesor: Segismundo       |
| Predecesor: Otón V      | Elector de Brandeburgo 1373-1378 | Sucesor: Segismundo       |
| Predecesor: Carlos IV   | Rey de Romanos 1376-1400         | Sucesor: Roberto          |
| Predecesor: Wenceslao I | Duque de Luxemburgo 1383-1388    | Sucesor: Jobst de Moravia |

- Datos: Q152148
- Multimedia: Wenceslaus, King of the Romans / Q152148